# Panathīnaïkos Athlītikos Omilos 2016-2017
Questa voce raccoglie le informazioni riguardanti il Panathīnaïkos Athlītikos Omilos nelle competizioni ufficiali della stagione 2016-2017.

## Rosa
Aggiornata all'8 febbraio 2017.
| N. |                        | Ruolo | Calciatore            |
| -- | ---------------------- | ----- | --------------------- |
| 1  | Grecia (bandiera)      | P     | Stefanos Kotsolīs     |
| 3  | Grecia (bandiera)      | D     | Diamantīs Chouchoumīs |
| 4  | Grecia (bandiera)      | C     | Giorgos Koutroubis    |
| 5  | Portogallo (bandiera)  | D     | Nuno Reis             |
| 7  | Camerun (bandiera)     | C     | Olivier Boumal        |
| 8  | Svezia (bandiera)      | A     | Guillermo Molins      |
| 9  | Svezia (bandiera)      | A     | Marcus Berg           |
| 10 | Portogallo (bandiera)  | C     | Zeca                  |
| 11 | Argentina (bandiera)   | A     | Sebastián Leto        |
| 12 | Grecia (bandiera)      | D     | Nikos Marinakīs       |
| 14 | Belgio (bandiera)      | A     | Viktōr Klōnaridīs     |
| 15 | Inghilterra (bandiera) | P     | Luke Steele           |
| 17 | Finlandia (bandiera)   | C     | Robin Lod             |
| 19 | Argentina (bandiera)   | C     | Lucas Villafáñez      |
| 20 | Argentina (bandiera)   | A     | Lautaro Rinaldi       |

| N. |                         | Ruolo | Calciatore                 |  |
| -- | ----------------------- | ----- | -------------------------- |  |
| 21 | Grecia (bandiera)       | C     | Dīmītrios Kourmpelīs       |  |
| 23 | Svezia (bandiera)       | D     | Niklas Hult                |  |
| 25 | Danimarca (bandiera)    | D     | Rasmus Thelander           |  |
| 27 | Italia (bandiera)       | D     | Giandomenico Mesto         |  |
| 31 | Brasile (bandiera)      | D     | Rodrigo Moledo             |  |
| 34 | Grecia (bandiera)       | C     | Paschalis Staikos          |  |
| 35 | Germania (bandiera)     | D     | Jens Wemmer                |  |
| 38 | Grecia (bandiera)       | C     | Theodoros Miggos           |  |
| 39 | Grecia (bandiera)       | A     | Anastasios Chatzigiovannis |  |
| 40 | RD del Congo (bandiera) | A     | Paul-José M'Poku           |  |
| 41 | Grecia (bandiera)       | D     | Stefanos Evangelou         |  |
| 61 | Grecia (bandiera)       | P     | Vasilios Xenopoulos        |  |
| 71 | Grecia (bandiera)       | A     | Panagiōtīs Vlachodīmos     |  |
| 78 | Mali (bandiera)         | D     | Ousmane Coulibaly          |  |
| 99 | Germania (bandiera)     | P     | Odisseas Vlachodimos       |  |

## Staff tecnico
- Allenatore:  Marinos Ouzounidīs
- Vice-Allenatore:  Christoforos Kolla
- Preparatore dei portieri:  Mario Galinović
- Preparatore atletico:  Nikos Yiagou